# Gennadios Zervos

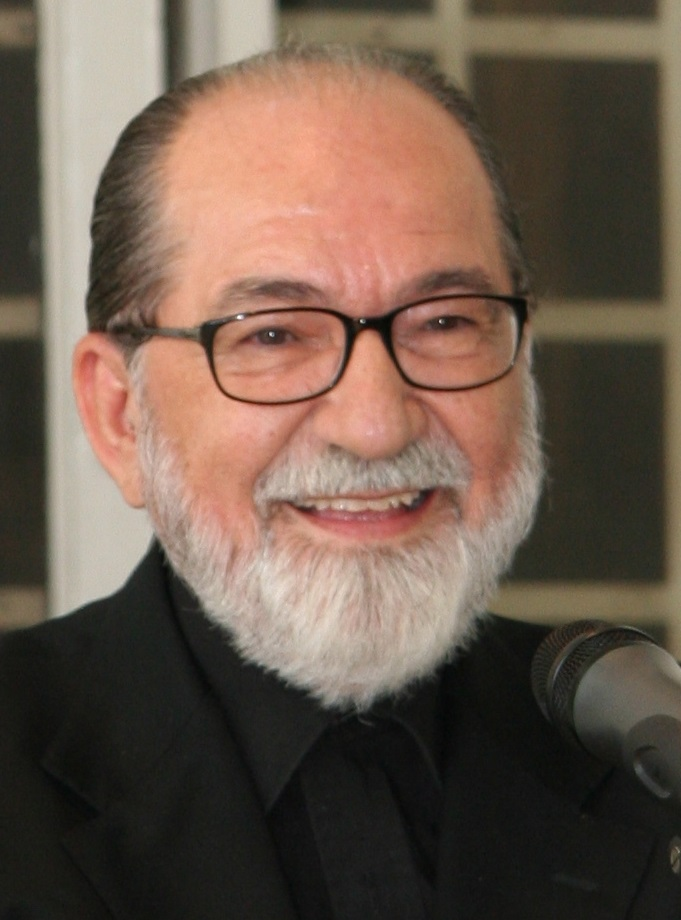
Gennadios Zervós (2008)

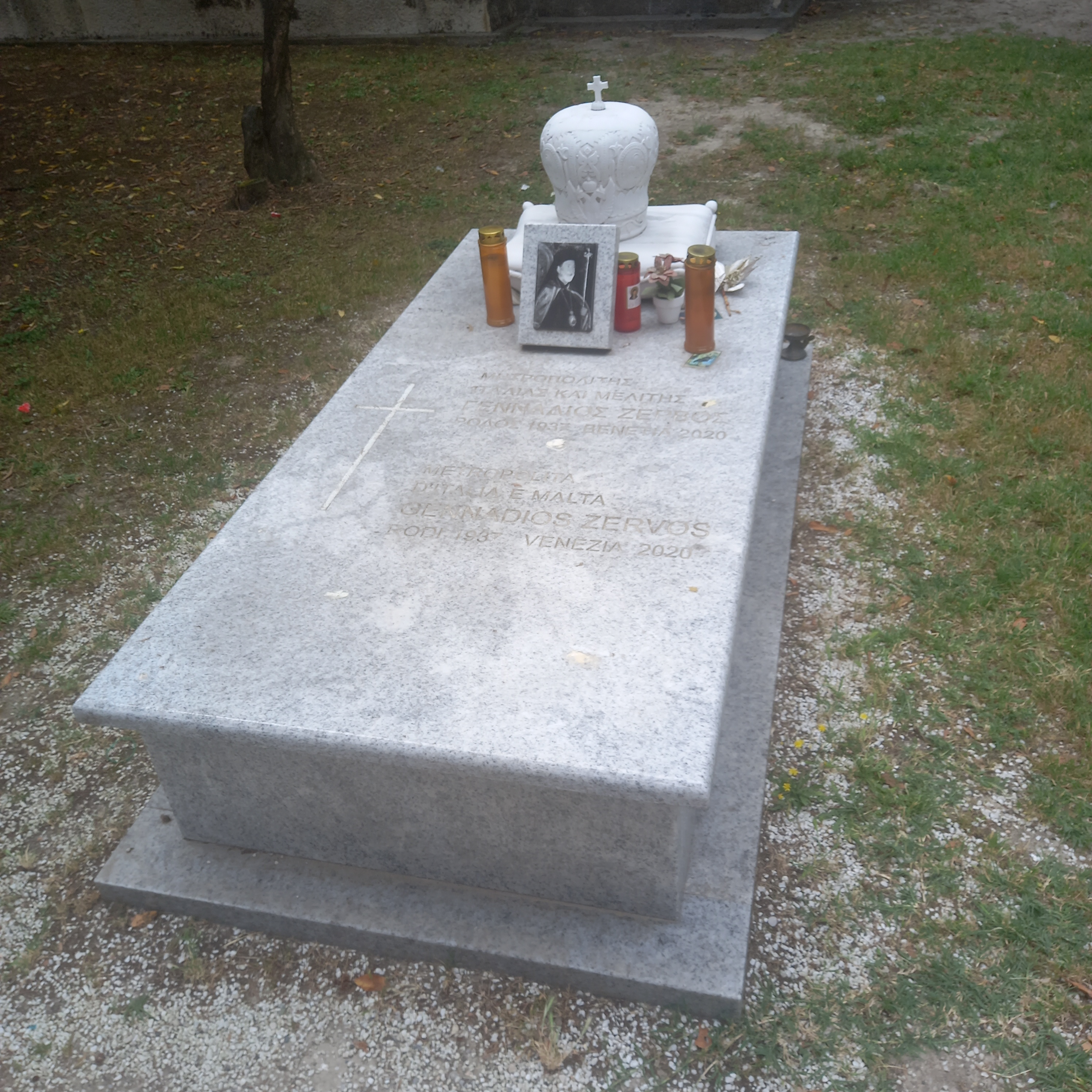
Das Grab von Gennadios Zervos auf dem Friedhof von San Michele in Venedig

Gennadios Zervos (griechisch Γεννάδιος Ζερβός, * als Τσαμπίκος Ζερβός Tsampíkos Zervós; am 8. Juli 1937 in Petaloudes, Rhodos, Königreich Italien; † 16. Oktober 2020) war ein griechisch-orthodoxer Erzbischof, Metropolit der orthodoxen Erzdiözese Italiens, Malta und San Marino und Exarch für Südeuropa.

## Leben
Zervos studierte an der Theologischen Hochschule auf Chalki und dann am Päpstlichen Theologischen Institut für Süditalien. Zugleich studierte er Soziologie und Psychologie an der Universität Neapel. Er wurde mit einer Dissertation über das Ökumenische Patriarchat für die Einheit der Christen promoviert. 
Zervos wurde am 16. April 1960 zum Diakon mit dem Namen Gennadios und am 28. April 1963 zum Priester geweiht. Ab dem 26. November 1970 leistete er als Bischof von Krateia in Neapel einen langen Seelsorgedienst in Italien und war zudem Dozent an verschiedenen italienischen Universitäten, insbesondere am katholischen universitären Institut San Nicola in Bari. Er war lange Zeit der Vertreter des Patriarchen von Konstantinopel in Italien. Ab dem 26. August 1996 war er Metropolit der orthodoxen Erzdiözese Italien, Malta und San Marino. Er starb am 16. Oktober 2020.
Für sein Engagement in Italien wurde er mit dem Verdienstorden der Italienischen Republik (Komtur) ausgezeichnet. 